# (4111) Lamy
(4111) Lamy ist ein Hauptgürtelasteroid, der am 1. März 1981 von Schelte John Bus vom Siding-Spring-Observatorium aus entdeckt wurde.